# Jubilee
Jubilee (título completo: Jubilee -Method of Inheritance-) é o segundo álbum de estúdio da banda japonesa Versailles, lançado em 20 de janeiro de 2010 pela gravadora Warner Music Japan. A edição limitada do álbum inclui um DVD com os videoclipes de "Ascendead Master" e "Serenade".
É o último álbum com o baixista Jasmine You, que faleceu durante sua gravação.

## Recepção
Alcançou a décima sexta posição na Oricon Albums Chart e permaneceu por cinco semanas.
Em 2021, a Kerrang! listou Jubilee como um dos 13 álbuns japoneses de rock e metal essenciais.

## Faixas
| N.º            | Título                                                 | Duração |  |
| 1.             | "God Palace -Method of Inheritance-"                   | 10:30   |  |
| 2.             | "Ascendead Master"                                     | 5:49    |  |
| 3.             | "Rosen Schwert"                                        | 4:10    |  |
| 4.             | "Ai to Kanashimi no Nocturne" (愛と哀しみのノクターン) | 4:54    |  |
| 5.             | "Amorphous"                                            | 5:08    |  |
| 6.             | "Reminiscence"                                         | 2:30    |  |
| 7.             | "Catharsis"                                            | 6:05    |  |
| 8.             | "The Umbrella of Glass"                                | 4:23    |  |
| 9.             | "Gekkakou" (月下香)                                    | 4:41    |  |
| 10.            | "Princess -Revival of Church-"                         | 8:16    |  |
| 11.            | "Serenade"                                             | 5:58    |  |
| 12.            | "Sound in Gate"                                        | 2:36    |  |
| Duração total: | Duração total:                                         | 65:00   |  |

| Edição Limitada (DVD) |                                 |         |  |
| N.º                   | Título                          | Duração |  |
| 1.                    | "Ascendead Master" (Videoclipe) |         |  |
| 2.                    | "Serenade" (Videoclipe)         |         |  |

## Ficha técnica

### Versailles
- Kamijo - vocal principal
- Hizaki - guitarra
- Teru - guitarra
- Jasmine You - baixo
- Yuki - bateria